# 低密度聚乙烯

低密度聚乙烯的塑膠分類標誌代碼是4.

低密度聚乙烯分支结构示意图

低密度聚乙烯（LDPE）是一种由单体乙烯制成的热塑性塑料。1933年，帝国化学工业的員工通過自由基聚合反應再結合高壓工藝製成了低密度聚乙烯。 尽管低密度聚乙烯可以回收，但回收的聚对苯二甲酸乙二酯相較於回收的低密度聚乙烯要更多。 如今，其生产方法依然相同。美国环保署估计，美国有5.7%的低密度聚乙烯（LDPE，塑膠分類標誌4）被回收利用。 尽管面临来自更先进聚合物的竞争，LDPE仍然是重要的塑料等级。2013年，全球LDPE市场规模达到约$330亿美元。
尽管LDPE带有回收标志，但它的回收利用率不如1号塑料（聚对苯二甲酸乙二酯）或2号塑料（高密度聚乙烯）高。

## 特性
低密度聚乙烯 (LDPE) 的密度范围为917–930 kg/m3。 室温下，除强氧化剂外，它不发生反应；某些溶剂会导致其膨胀。它可连续承受65 °C（149 °F）的高温，短时间可承受90 °C（194 °F）的高温。LDPE有半透明和不透明两种版本，柔韧性极佳且坚韧。
LDPE的支链比HDPE多（约占2%的碳原子），因此其分子间作用力（色散力）较弱，拉伸强度较低，彈性能更高。侧链的存在意味着其分子排列松散，结晶性较低，因此密度较低。